# Carex pseudobrizoides
Carex pseudobrizoides är en halvgräsart som beskrevs av Armand Clavaud. Carex pseudobrizoides ingår i släktet starrar, och familjen halvgräs. Inga underarter finns listade i Catalogue of Life.

## Bildgalleri

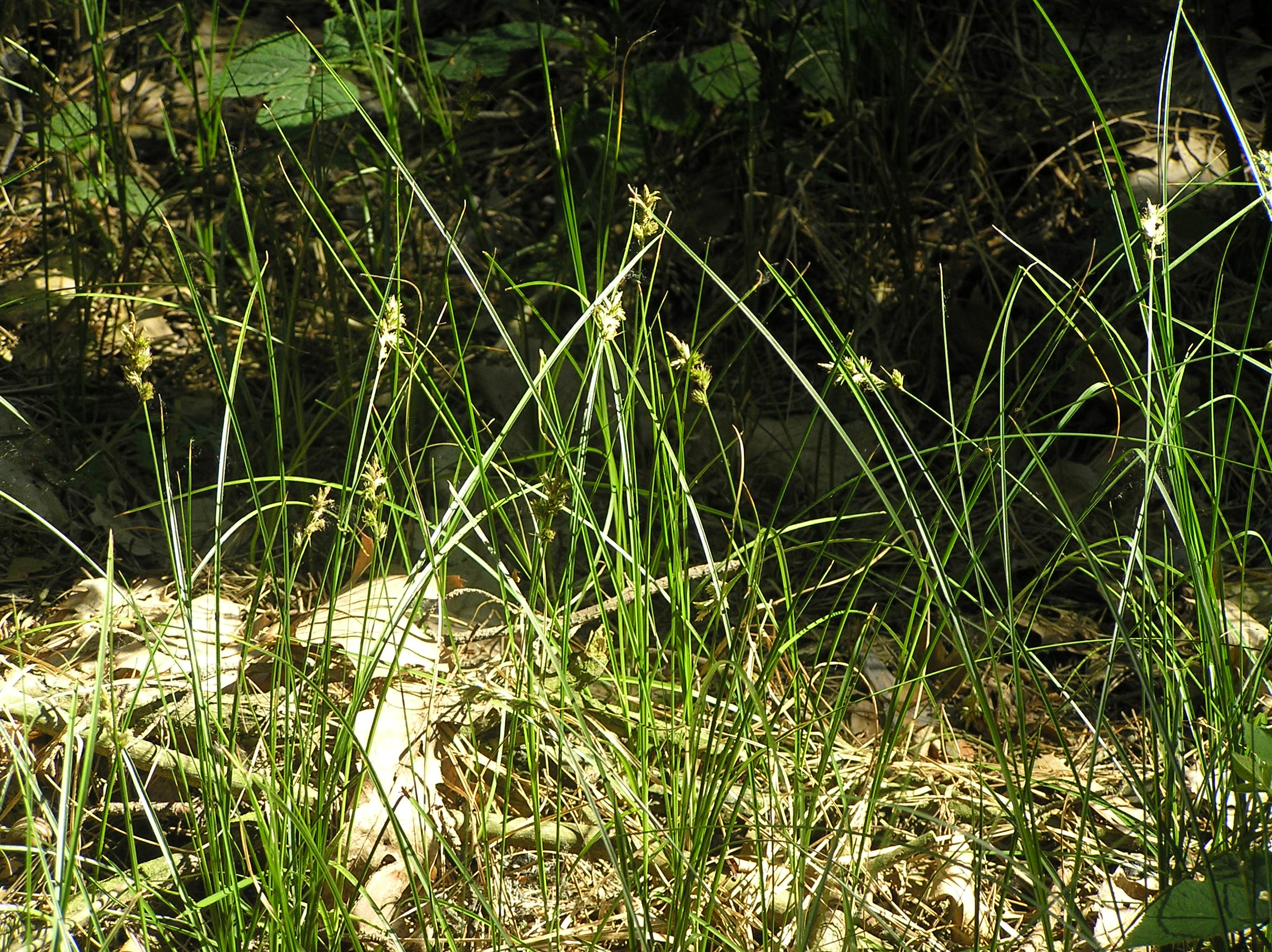
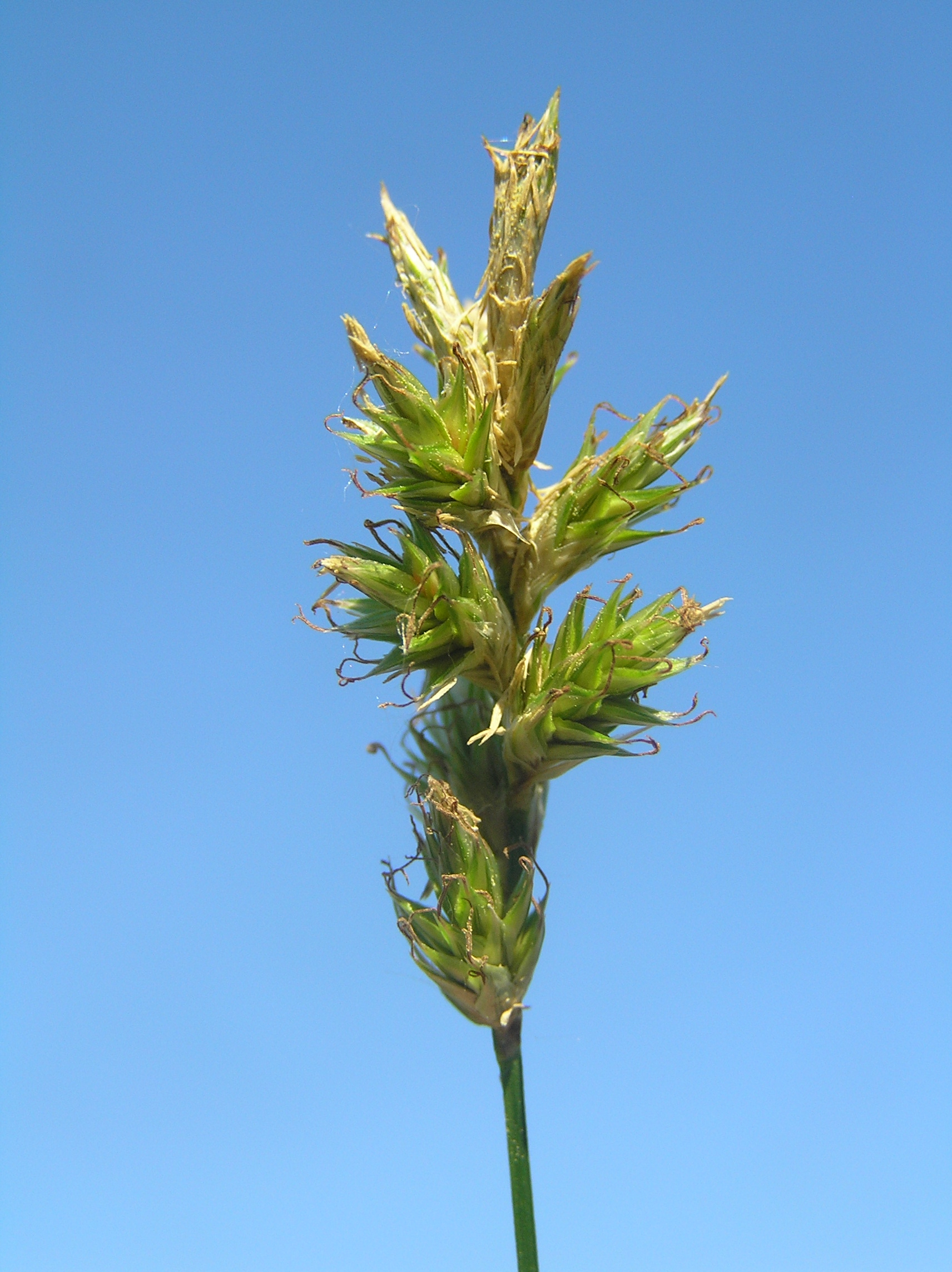
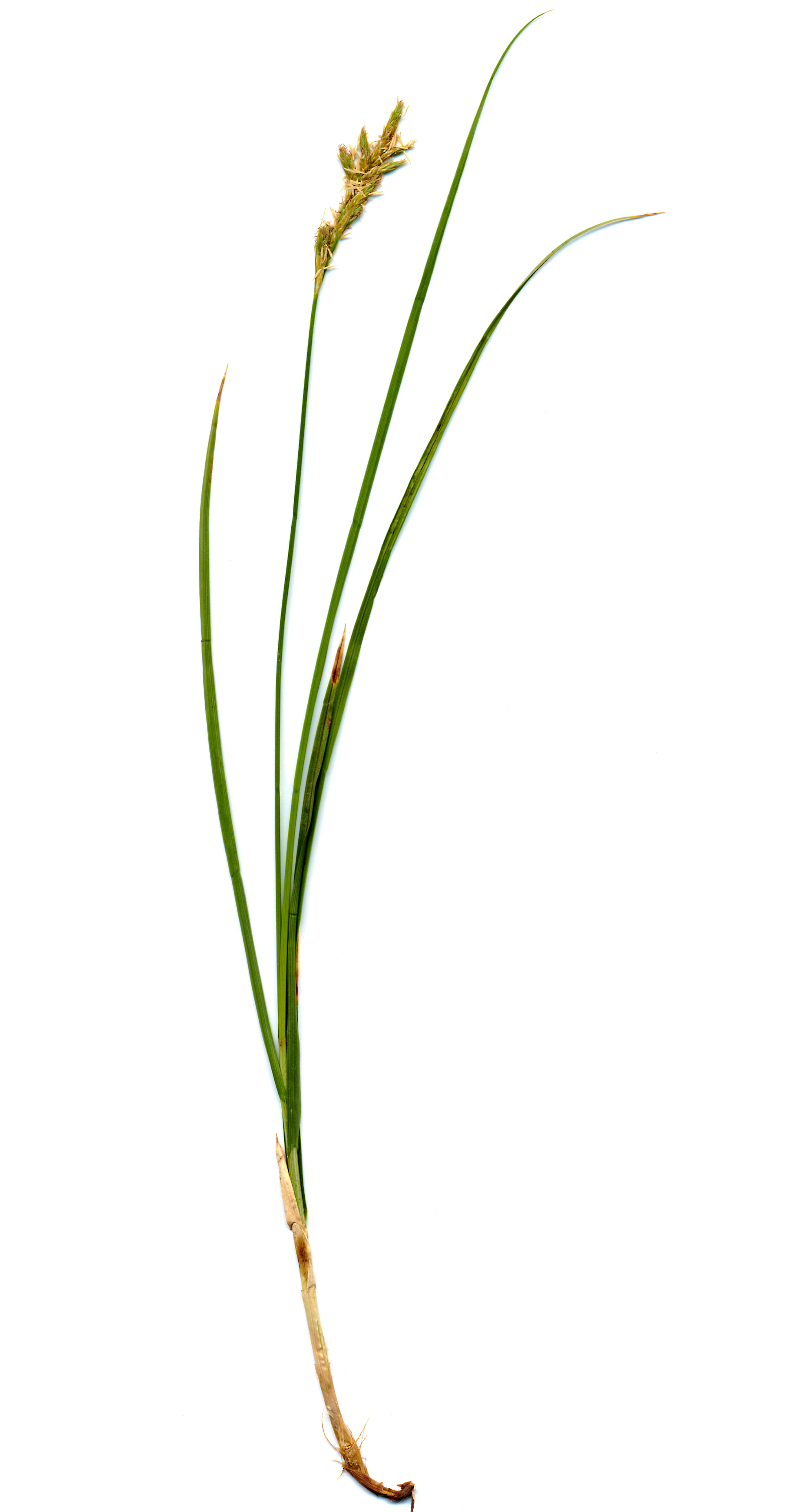
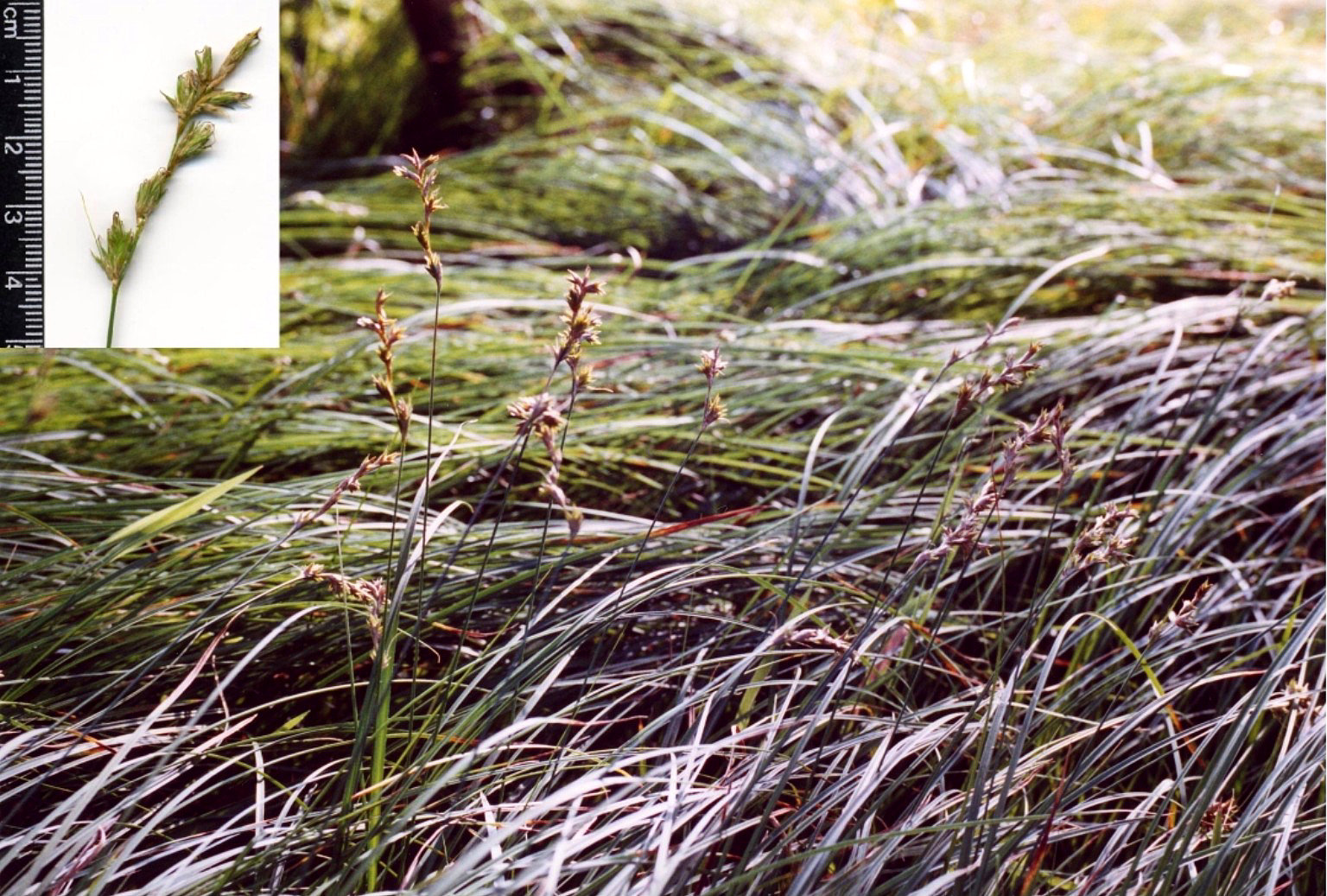